# زبرجدی یاقوتی
زبرجدی یاقوتی (نام علمی: Chrysolampis mosquitus) نام یک گونه از زیرخانواده مگس‌مرغیان است.